# Jolopriset
Jolopriset är ett svenskt litteraturpris, som har delats ut årligen sedan 2002 av Jolosällskapet. Sällskapet bildades 1997 till minne av författaren och DN-journalisten Jolo, Jan Olof Olsson. Priset tilldelas journalister och författare som verkar i Jolos anda, det vill säga ”förmedlar kunskap, nyfikenhet och förmåga att gripa ögonblicket i svansen”. Priset är på 10 000 svenska kronor.

## Pristagare
- 2002 – Mats Lundegård[2]
- 2003 – Cecilia Uddén[3]
- 2004 – Richard Swartz[4]
- 2005 – Ingmarie Froman[5]
- 2006 – Kjell Albin Abrahamson[6]
- 2007 – Annette Kullenberg[7]
- 2008 – Kurt Mälarstedt[8]
- 2009 – Mats Olsson[9]
- 2010 – Ulrika Knutson[10]
- 2011 – Ingemar Unge[11]
- 2012 – Cordelia Edvardson[12]
- 2013 – Per Svensson[13]
- 2014 – Ola Larsmo[14]
- 2015 – Katrine Marçal[15]
- 2016 – Lena Sundström[16]
- 2017 – Nathan Shachar[17]
- 2018 – Cecilia Hagen[18]
- 2019 – Tom Alandh[19]
- 2020 – Johanna Frändén[20]
- 2021 – Kristian Wedel[21]
- 2022 – Anna-Lena Laurén[22]
- 2023 – Peter Kadhammar[23]
- 2024 – Lilian Sjölund[24]
- 2025 – Johan Orrenius[25]